# Семанги
Сема́нги — група малочисельних негритоських племен, що є давнім населенням центральної частини півострова Малакка. Більшість їх живе в лісових районах на півночі Півострівної Малайзії (штати Кедах, Перак, Келантан, окремі групи в Паганзі), невелика частина — в сусідніх лісах на півдні Таїланду. Загальна чисельність становить 5 080 осіб (2010).

## Назва і статус
У Малайзії їх офіційно називають негритосами (малай. Orang Negrito) або семангами (малай. Orang Semang). Перший термін має відверто расовий контекст, Negrito іспанською означає «маленькі негри»). У минулому східні групи семангів називали панганами, тобто «язичниками».
Малайзійські семанги включені до складу оранг-аслі (малай. Orang Asli), різних груп корінного населення півострівної частини країни, що зберігають племінний спосіб життя. Оранг-аслі включають 18 офіційно визнаних племен, поділених на 3 групи: негритоси, сеної та прото-малайці (аборигенні малайці). Група негритосів об'єднує 6 племен: кенсиви, кінтаки, ланоги, джегаї, мендрики та батеки. Усі оранг-аслі перебувають під опікою держави, а саме Департаменту з розвитку оранг-аслі (малай. Jabalan Kemajuan Orang Asli, JAKOA), метою якого є інтеграція корінних груп населення до ширшого малайзійського суспільства.
Тричленний поділ корінного населення був успадкований урядом Малайзії від британської адміністрації колоніальної доби. Він базується на расових концепціях, за якими негритоси розглядалися як найпримітивніша раса, що веде бродячий спосіб життя мисливців-збирачів. Сеної вважалися більш розвиненими, а аборигенних малайців ставили майже в один рівень з мусульманами-малайцями.
У Таїланді термін оранг-аслі не використовується. Тут негритосів зазвичай називають сакаями або нго-па (Ngò' Pa, Ngoh Paa, буквально «кучеряві люди»). Перший термін негативно сприймається самими семангами, він має малайське походження і стосується залежних верств населення або рабів. У Малайзії від цього терміну відмовились.
Уряд Таїланду не визнає семангів, як і решту національних меншин, корінним населенням країни, яким уважаються тайці. Проте існування сакаїв, як виняток, визнається на офіційному рівні. Пов'язане це з тим, що ця маленька етнічна група перебуває під особистим захистом і патронатом королівської родини Таїланду. Тайці сприймають семангів, як примітивну й відсталу групу населення.

## Расові ознаки

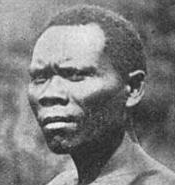
Семанг, негритоський расовий тип.

Семанги відрізняються від народів-сусідів не лише за способом життя, а й за антропологічними ознаками. Вони належать до так званою негритоської раси, основними ознаками якої є низький зріст (150 см у чоловіків і близько 140 см у жінок), темна шкіра (колір варіюється від темного кольору міді до чорного), кучеряве волосся, широкий ніс, товсті губи, круглі очі, низькі вилиці. Іншими представниками цієї раси є корінні жителі Андаманських островів в Індії та племена аета на Філіппінах.

## Племена семангів
Семанги — це група племен, що лише умовно об'єднуються за расовими та культурними ознаками. Вони не мають почуття спільної етнічної ідентичності як семанги або негритоси в Малайзії чи сакаї в Таїланді.
Всього на території Малайзії існує принаймні десять племінних груп семангів (не всі з них є офіційно визнаними):
- Кенсиви (кенсіу, малай. Suku Kensiu) живуть у північній частині штату Кедах, біля кордону з Таїландом. Більшість їх осіла в урядовому селі Лубук-Легонг (малай. Kampung Lubuk Legong), що окрузі Балінг (малай. Baling).
- Кінтаки (кінтак, малай. Suku Kintak) також мають лише одне село, розташоване воно біля міста Ґерік (малай. Gerik) в окрузі Улу-Перак (малай. Hulu Perak), штат Перак. Традиційно кочували біля Кліан-Інтан (малай. Klian Intan) у верхньому Пераці та поблизу Балінгу в Кедасі.
- Ланоги (ланог, малай. Suku Lanoh) розміщені у трьох селах, розташованих в окрузі Улу-Перак на північному заході штату Перак. Серед цього племені виділяються групи ланог-їр (Lanoh Yir), ланог-джендженг (Lanoh Jengjeng) та можливо деякі інші.
- Семнами (Semnam) не потрапили до офіційного списку JAKOA, їх включають до складу ланогів. Живуть поблизу села Куала-Кенгерінг (малай. Kampung Kuala Kenering) у верхньому Пераці, на захід від Ґеріку.
- Сабуми (Sabum) також зараховуються до складу ланогів, залишки цього майже вимерлого племені разом із іншими групами ланогів живуть поблизу Ленгонга (малай. Lenggong) у верхньому Пераці.
- Джегаї (джегай, малай. Suku Jahai) живуть у горах, що розділяють штати Перак і Келантан, на південь від кордону з Таїландом. Це єдине гірське плем'я семангів. Розселені переважно уздовж річок або біля озер. У Пераці вони живуть вздовж річок Банун (малай. Sungai Banun), Тіанг (малай. Sungai Tiang) та біля озера Теменгор (малай. Tasik Temenggor) — це округ Улу-Перак. У Келантані джегаї зосереджені вздовж річок Руал (малай. Sungai Rual) та Джелі (малай. Sungai Jeli) — округ Джелі (малай. Jeli).
- Мендрики (мендрік, малай. Suku Mendriq) живуть у декількох селах уздовж середньої течії річки Келантан (малай. Sungai Kelantan) у віддаленому окрузі Ґуа-Мусанг (малай. Gua Musang) на півдні штату Келантан.
- Мінтили (Mintil) — найбільш ізольоване плем'я семангів, живе уздовж річки Танум (малай. Sungai Tanum) поблизу Чегар-Пера (малай. Chegar Perah) у північно-центральному Паханзі, округ Ліпіс (малай. Lipis); офіційно зараховується до складу батеків.
- Батек-дек (Bateg Deq) живуть переважно на річці Арінг (малай. Sungai Aring) у південному Келантані, частина — в сусідніх районах Тренґану і Пагангу. JAKOA не розрізняє різні групи батеків (батек, малай. Suku Bateq).
- Батек-нонг (Bateg Nong), інша група батеків, живуть в окрузі Джерантут (малай. Jerantut) на півночі Пагангу. Всього в штаті Паганг є 7 сіл батеків, 5 з них у окрузі Ліпіс, ще 2 в окрузі Джерантут; Келантан має 4 села батеків в окрузі Ґуа-Мусанг.

Ще декілька нечисельних груп семангів є в південних провінціях Таїланду. Ці кочові групи згадуються під назвами тонга (Tonga), мос (Mos), чонг (Chong), тенен (Ten'en). Самі вони називають себе манік (Maniq), але їх мовна належність лишається невизначеною.
Через невелику чисельність деяких племен семангів, вони перебувають на межі зникнення.

## Розселення

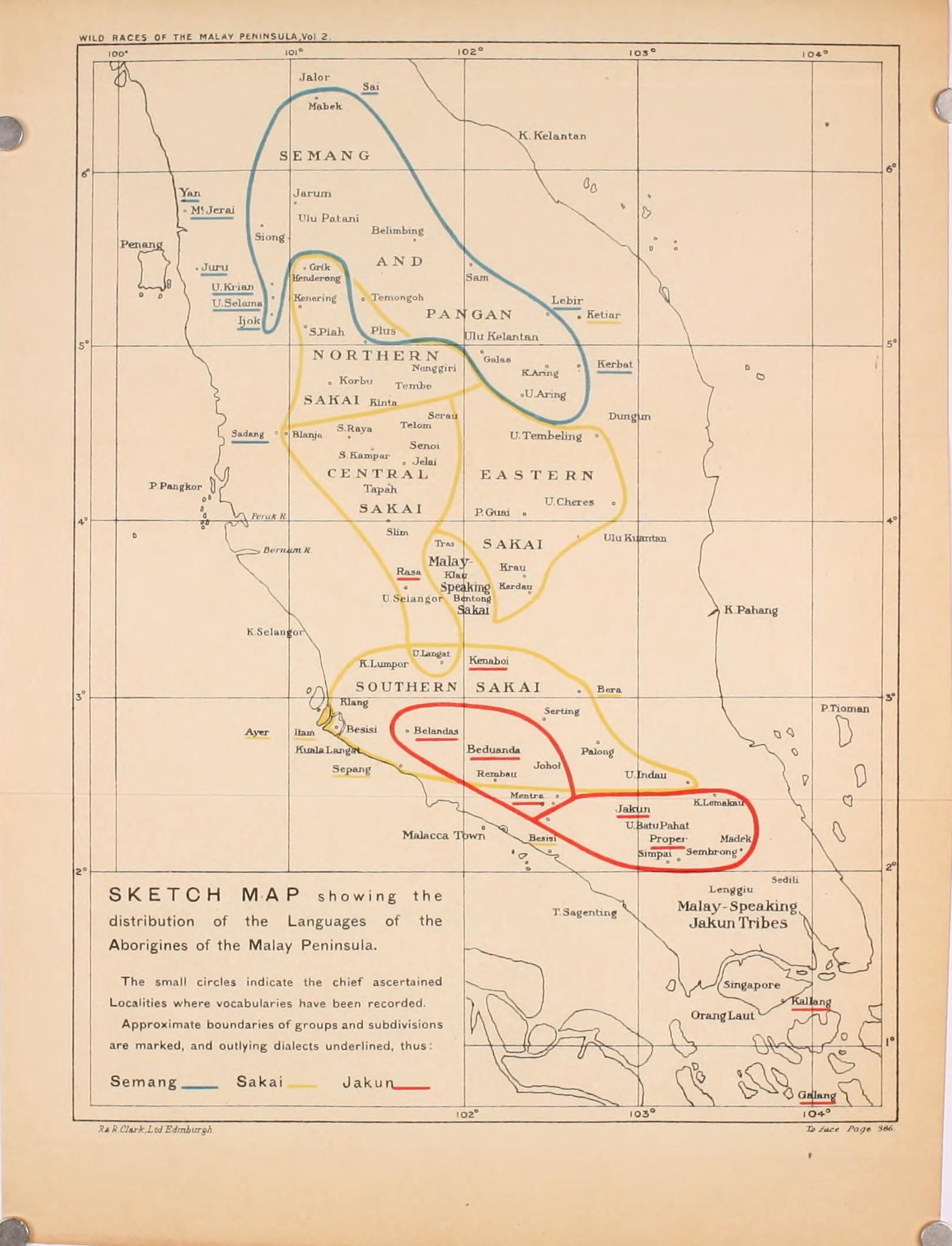
Мапа розселення оранг-аслі (1906 р.); райони розселення семангів обмежені синьою лінією.

Семанги живуть переважно в низинах та передгір'ях в межах первинних і вторинних вологих тропічних лісів північної частини півострова Малакка. Лише джегаї проживають на більших висотах.
У минулому територія розселення семангів була ширшою, але сусіди відтіснили їх у важкодоступні райони. Кенсиви тепер живуть на північному сході штату Кедах, кінтаки розселені у суміжних районах Кедаху і Пераку, джегаї — на північному сході Пераку і в західному Келантані, ланоги — у північно-центральному Пераці, мендрики — в південно-східному Келантані, батеки — в північно-східному Паханзі та в південному Келантані.
Значна частина цих племен живе в постійних поселеннях, але традиційно окремі групи на різний період часу вирушають до лісу на збирання лісових продуктів. Найчастіше такі виходи припадають на сезон дозрівання дикорослих фруктів. Через цю традицію їх часто позначають кочівниками, хоча семанги в Малайзії більше не ведуть кочового спосібу життя.
Сьогодні частина оранг-аслі, серед них і семангів, живе в міських районах Малайзії, мішано з членами інших етнічних груп.
Декілька ізольованих груп семангів розселені в джунглях на території південних провінцій Таїланду. Найдалі на півночі, за декілька кілометрів одна від одної живуть дві групи в провінції Транг та ще одна в провінції Пхаттхалунг. За багато кілометрів він них у південному напрямку існує ще одна дуже невелика група семангів в південній частині провінції Сатун, поблизу малайзійського кордону.
Інші групи таїландських семангів живуть у провінції Яла. У верхній частині долини в окрузі Тханто цієї провінції, на відстані близько 2 км від тайсько-малайзійського кордону, є село, в якому проживає єдина в Таїланді група осілих семангів. Біля кордону з Малайзією в провінції Яла проживає також група кочових семангів. Як кочова, так і осіла групи підтримують тісні контакти з Малайзією. Кордон тут має лише політичне значення, ніщо не заважає семангам вільно перетинати його.
Найближчими сусідами семангів є малайці. Це стосується не лише малайзійських негритосів, а й груп, що живуть у Таїланді. Крайній південь цієї країни в етнічному плані є переважно малайським, хоча малайців офіційно називають тут тайськими мусульманами.

## Чисельність
Динаміка чисельності негритосів (семангів) після проголошення незалежності Малайзії:
| Рік      | 1960  | 1965  | 1969  | 1974  | 1980  | 1996  | 2000  | 2003  | 2010  |
| -------- | ----- | ----- | ----- | ----- | ----- | ----- | ----- | ----- | ----- |
| Кенсиви  | 126   | 76    | 98    | 101   | 130   | 224   | 254   | 232   | 280   |
| Кінтаки  | 256   | 76    | 122   | 103   | 103   | 235   | 150   | 157   | 234   |
| Ланоги   | 142   | 142   | 264   | 302   | 224   | 359   | 173   | 350   | 390   |
| Джегаї   | 621   | 546   | 702   | 769   | 740   | 1 049 | 1 244 | 1 843 | 2 326 |
| Мендрики | 106   | 94    | 118   | 121   | 144   | 145   | 167   | 164   | 253   |
| Батеки   | 530   | 339   | 501   | 585   | 720   | 960   | 1 519 | 1 255 | 1 359 |
| Разом    | 1 781 | 1 273 | 1 805 | 1 981 | 2 061 | 2 972 | 3 507 | 4 001 | 4 842 |

Розподіл негритоських підгруп оранг-аслі в Малайзії за штатами (1996 рік):
|          | Кедах | Перак | Келантан | Теренгану | Паханг | Всього |
| -------- | ----- | ----- | -------- | --------- | ------ | ------ |
| Кенсиви  | 180   | 30    | 14       |           |        | 224    |
| Кінтаки  |       | 227   | 8        |           |        | 235    |
| Ланоги   |       | 359   |          |           |        | 359    |
| Джегаї   |       | 740   | 309      |           |        | 1 049  |
| Мендрики |       |       | 131      |           | 14     | 145    |
| Батеки   |       |       | 247      | 55        | 658    | 960    |
| Разом    | 180   | 1 356 | 709      | 55        | 672    | 2 972  |

Чисельність семангів у Таїланді оцінювалась у 240 осіб (2010).

## Мови
Мови семангів належать до аслійської гілки австроазійських мов. Цими мовами говорять також їхні сусіди сеної. Мовна належність генетично відрізняє ці групи від навколишнього населення (малайців та тайців).
Уважається, що аслійські мови були принесені на Малайський півострів з півночі, з території сучасного Таїланду. Предки семангів жили тут вже задовго до цього. Зрозуміло, що вони мали говорити якимись іншими мовами. Проте прямих лексичних доказів цього поки що не було отримано.
Аслійські мови поділяються на чотири основних підрозділи: північноаслійські, центральноаслійські, південноаслійські мови та мова джегат, яка займає окрему позицію.
Серед семангів Малайзії поширені такі мови і діалекти: кенсіу (Kensiu), кінтак-бонг (Kintaq Bong), кінтак-накіл (Kintaq Nakil), джегай (Jehai), мендрик (Mendriq), батек-дек (Bateg Deq), мінтил (Mintil), батек-нонг (Bateg Nong), семнам (Semnam), сабум (Sabum), ланог-їр (Lanoh Yir), ланог-джендженг (Lanoh Jengjeng). Більшість їх утворює північну групу аслійських мов, лише мови ланогів (з близькими до неї діалектами сабум і семнан) належать до центральноаслійської групи. Діалекти семангів Таїланду досліджені дуже мало, скоріше за все вони пов'язаним з мовами кенсіу або джегай.
Характерною особливістю мов семангів є те, що вони не мають чітких меж. Це є характерним явищем для мов, чиїми носіями є переважно малі кочові групи, для яких звичайною є ситуація, коли в одному тимчасовому таборі проживають разом представники різних етнічних груп. Таким чином, всі північні аслійські мови разом утворюють велику безперервну мережу мов, пов'язаних між собою постійними контактами. Подібну, але меншу мережу утворюють мови ланогів.
Не всі мови семангів збереглися до наших днів, деякі з діалектів вже зовсім вимерли. Подібна небезпека загрожує й деяким ще існуючим діалектам, зокрема сабум, семнам, мінтил. Разом із тим ситуація із більшістю мов семангів лишається стабільною; незважаючи, на малу чисельність їх носіїв, зникання їм не загрожує.
Більшість семангів, крім рідних, володіє малайською мовою. Також в усіх мовах семангів є багато малайських запозичень. Крім того, окремі аслійські мови містять багато запозичень одна з одної. Іншим джерелом запозичень є тайська мова, це помітно переважно в кенсивській мові на півночі півострова. У Таїланді більшість осілих семангів говорить також тайською мовою.

## Історія
Уважається, що семанги живуть на Малайському півострові щонайменше 25 тисяч років. Їх пов'язують з ранніми носіями археологічної культури доби мезоліту Хоабінь, яка була поширена в Південно-Східної Азії від сучасного В'єтнаму до північно-східної частини острова Суматра в IX—III тис. до Р. Х. Спосіб життя хоабіньців в цілому відповідав семангам, мисливцям-збирачам історичних часів. Однак це не означає, що сучасні оранг-аслі фізично нагадують тих стародавніх поселенців. Носії культури Хоабінь були середнього зросту й мали масивні черепи з дуже коротким, широким обличчям. Подальше зменшення зросту жителів Малайського півострова та формування у них більш граційних черепів пов'язують з адаптацію до умов навколишнього середовища.
Приблизно 4000 років тому на Малайському півострові поширюється практика підсічно-вогневого землеробства, але кочове полювання і збиральництво продовжували існувати. Нові мігранти принесли на півострів також аслійські мови, якими зараз розмовляють сучасні сеної та семанги. Вважають, що предки сеноїв стали землеробами, а предки семангів продовжували займатися збиральництвом, іноді доповнюючи його торгівлею та землеробством. Стійка соціальна традиція, що унеможливлювала шлюби між цими групами, сприяла розмежуванню двох расових типів.
Після 500 р. до Р. Х. отримала розвиток морська торгівля. Малайський півострів стає перехрестям шляхів, які пов'язували Індію з Китаєм. На узбережжі виникають поселення, деякі з них згодом перетворилися на великі порти з постійними населенням, що складалося з іноземних торговців, які підтримували постійні зв'язки з Китаєм, Індією, Близьким Сходом, Середземномор'ям. Семанги стають постачальниками лісової продукції, яка користувалася великим попитом в інших країнах: ароматична деревина, камфора, каучук, ротанг, роги носорогів, бивні слонів, золото, олово. Вони виконували також роль провідників у джунглях.
Наприкінці XIV ст. на узбережжі Малаккської протоки свої перші торгові поселення заснували малайці, вихідці з острова Суматра. Головним із них стає Малакка. На початку XV ст. правитель Малакки прийняв іслам. Малайські поселенці повільно просувалися річками вглиб півострова, більшість оранг-аслі при цьому відступала у внутрішні райони. Якщо у перші роки семанги мирно взаємодіяли й торгували з малайцями, то зі зміцненням малайських держав стосунки між ними погіршились. У XVIII і XIX століттях семанги та інші тубільні народи стали жертвами малайських рейдерів-работоргівців. У відповідь на спроби захоплення у рабство, семанги виробили тактику уникання контактів зі сторонніми людьми. Для збереження своєї автономії, вони «замкнулися» в джунглях.
Що більше ізолювалися семанги від навколишніх народів, тим більш дивовижними вони сприймалися сусідами. Жителі Південно-Східної Азії вважали джунглі домівкою чарівних істот, до числа яких зараховували й негритосів. Ці люди наділялися магічними якостями, з ними пов'язували різні легенди з казковими сюжетами. Серед малайських султанів та правителів південних провінцій Таїланду модним було тримати негритосів при своїх дворах у складі колекцій дивовижних лісових істот. У першому десятилітті ХХ ст. король Таїланду Чулалонгкорн (Рама V) відвідав південні райони своєї країни й познайомився із семангами, хлопчика-негритоса відправили до королівського двору, де його сприймали як прийомного сина правителя. Від цієї події веде свій відлік королівський патронат над семангами.
Британський колоніальний уряд заборонив рабство наприкінці XIX ст. та запровадив політику захисту оранг-аслі. Британці сприймали корінних жителів як шляхетних дикунів, які ведуть ідеалізоване й романтичне існування й потребують захисту від руйнівних дій сучасного життя.
Увагу на аборигенів звернули лише під час громадянської війни в Малайї у 1950-ті роки. Щоб перехилити їх на свій бік в протиборстві з комуністами-повстанцями, був створений спеціальний Департамент у справах аборигенів (англ. Department of Aboriginal Affairs, тепер JAKOA), який мав забезпечити освіту, охорону здоров'я та економічний розвиток оранг-аслі. Був запроваджений всеосяжний контроль над громадами корінного населення. Подібні дії з нейтралізації негритосів, хоча й у менших масштабах, здійснював також уряд Таїланду у відповідь на перехід загонів комуністів на територію цієї країни.
Проголошення незалежності Малайзії у 1957 році та припинення громадянської війни в 1961 році не внесли суттєвих змін до політики держави стосовно оранг-аслі. У 1970-ті роки Департамент у справах аборигенів почав організовувати для семангів селища, до яких були переселені по декілька кочових груп. Приблизно з 1980 року набула широкого розвитку заготівля лісу й заміна лісів на плантації, що суттєво порушило життя більшості племен семангів. Значна частина кинтаків, джегаїв, батеків, ланогів тепер живе у збудованих державою селах в оточенні вторинних лісів і плантацій, а також сіл, населення яких не належить до числа оранг-аслі. Вони змушені були відмовитись від рухливого способу життя і певною мірою призвичаїлись до сільського господарства.
У 1966 р. (за деякими джерелами в 1973 р.) з метою покращення їх життя було засноване село для сакаїв у Таїланді. Держава заклала для них каучукову плантацію. На початку 1990-х років було вирішено перетворити це село на туристичний об'єкт, семанги в театралізованій формі стали демонструвати туристам особливості свого традиційного способу життя.

## Традиційний спосіб життя
Традиційно семанги вели бродячий спосіб життя лісових мисливців і збирачів. Кожна група займала певну традиційну територію, яка була для них територіально-прожитковою зоною. В межах цієї території вони постійно переходили з місця на місце у пошуках нових продовольчих ресурсів. Семанги не є мисливцями-збирачами в прямому сенсі, вони постійно міняють свої заняття залежно від того, що в даний момент приносить їм користь. Тільки-но вичерпається одне джерело їстівних ресурсів, вони звертаються до іншого.
Такий спосіб життя стійко зберігався протягом тисячоліть завдяки специфічній соціальній структурі суспільства. Окремі сім'ї у семангів є цілком автономними, вони можуть збиратися разом у тимчасових таборах, потім розходитись, кожна у своєму напрямку, а тоді збиратися разом уже з іншими сім'ями в нових таборах. Екзогамія в такому суспільстві має екстремальний рівень, вона призводить до широкомасштабних родинних зв'язків. Така модель суспільства ідеально відповідає кочовому способові життя і є неприйнятною для осілого населення. Вона служила бар'єром, що тисячоліттями розділяв ці групи населення, які жили поруч.
Семанги вважають свої традиційні території вільними для використання всіма членами місцевої групи. Західні семанги визнають право людини володіти отруйними деревами і багаторічними фруктовими деревами, які вона посадила або знайшла у лісі. Інші групи вважають такі дерева вільними для всіх.
Претензії на виняткові права на певну територію в суперечці з іншими групами семангів або з іншими народами зазвичай не висуваються і в будь-якому разі не діють. Уряд Малайзії взагалі не визнає жодних прав семангів на традиційні землі або ресурси.
Хоча їх зазвичай згадують як мешканців глибинних районів лісів, насправді семанги займають перехідну зону між тропічними лісами та сільськогосподарськими районами. Ресурси тут є особливо різноманітними й рясними. Вони можуть також збирати цінну деревину й підтримувати торгові стосунки із сусідами. У глибоких джунглях можна лише полювати дрібних тварин, що мешкають серед дерев, цінні рослинні ресурси там практично відсутні.
У державних селах Департамент з розвитку оранг-аслі намагається залучити семангів до сільського господарства. На розчищених ділянках лісу держава організовує посадку каучукових дерев, дуріану, рамбутану, кокосової пальми, бананів. Семанги змушені адаптуватися до нових умов, проте сільськогосподарська діяльність вимагає довгого очікування результатів, а це протирічить їх світогляду. У різні моменти часу будь-яка група семангів може цілою групою або індивідуально вирушити на збирання лісових продуктів, торгувати ними, найматися на випадкову оплачувану роботу у малайських фермерів, ловити рибу або просто жебракувати чи жити за рахунок подарунків, залишених відвідувачами.
Враховуючи це, JAKOA видає людям продуктові набори, щоб вони не кидали роботи. Але, коли трапляється затримка з видачею цих пайків, семанги відразу припиняють сільськогосподарську діяльність, а деякі навіть повертаються жити до лісу. Збирання лісової продукції на продаж все ще залишається для них пріоритетним видом діяльності, далі йдуть робота за гроші, осіле землеробство й садівництво.

## Основні заняття
Головними заняттями семангів традиційно були збиральництво, мисливство та рибальство в умовах бродячого способу життя. До них слід додати бартерну торгівлю. Лише в XX ст. деякі групи, зокрема ланоги і батеки, стали практикувати підсічно-вогневе землеробство.
Для повсякденного споживання збирають у джунглях коріння та фрукти дикорослих рослин. Основу збиральництва становить дикий ямс (Dioscorea), щонайменше з дванадцять видів якого можна знайти у відносному достатку протягом цілого року. Іншими дикорослими продуктами харчування є пагони бамбука, горіхи, сезонні фрукти, гриби та мед. До цього переліку слід ще додати лікарські трави.
Різні лісові продукти семанги використовують також з господарською метою. Бамбук використовується для будівництва житла, йде на виготовлення духових трубок-рушниць, дротиків, пасток на рибу, кухонного начиння, контейнерів для води, гребінців, циновок, плотів, ритуальних предметів. З деревини виготовляють ручки та піхва до ножів, дощечки для нарізання м'яса. Пандан використовується для виготовлення циновок і кошиків, кора дерев — кошиків, раніше також одягу, ротанг — мотузок, кошиків, драбин, ременів.
Багато часу і зусиль семанги витрачають на збирання лісових продуктів, призначених на продаж або для обміну в сусідніх малайських селах. Це дикорослі фрукти, а також ротанг, каучук, віск, мед, лікарські трави. Найпопулярнішими фруктами є петай (Parkia speciosa), кердас (Archidendron bubalinum), керанджи (Dialium indum), джеринг (Archidendron pauciflorum) і дуріан (Durio pinangianus). Петай і дуріан збирають з серпня по листопад, кердас протягом лютого-травня, а керанджи з жовтня по січень. За гроші, отримані від продажу цих товарів, семанги купують рис, олію, тютюн, сіль, цукор та інші продукти харчування, а також одяг, тканини, ножі та інші вироби із заліза.
Полюють за допомогою списів, рушниць, рогаток, але основною зброєю є духова трубка (рушниця), яка використовується для полювання дрібної дичини (білки, мавпи, кажани та птахи). Полювання з духовими рушницями з використанням отруйних дротиків забезпечує більшу частину м'яса, яке споживають ці люди. Рушниці та списи використовуються для полювання великих тварин: дикі свині, кози, олені, тапіри. Зрідка встановлюють на полюванні пастки. Рогатки з дерева і каучуку використовують переважно юнаки, щоб вполювати птахів, кажанів та інших мешканців дерев. Деякі із семанги в минулому використовували луки та стріли, влаштовуючи колективне полювання, але ця практика зникла на початку XX ст.
Рибу в річках ловлять за допомогою спеціальних пасток з бамбука, списів, гачків з волосінню й отрути.
Здобутими продуктами діляться з усіма, хто перебуває в таборі.
Більшість груп семангів здавна хоча б час від часу вирощували певну кількість культурних рослин (суходольний рис, касава, кукурудза, батат, овочі). Примітивне ручне землеробство практикувалося на невеличких випалених ділянках лісу. Отриманий урожай є власністю подружньої сім'ї, яка засадила город, але після збирання врожаю застосовуються правила розподілу їжі на всіх.
Гончарство і ткацтво у семангів відсутні. Металеві ножі та сокири отримують або через торгівлю, або шляхом переробки металевих відходів з наконечників списів, стріл та лез від лопат. Індивідуальна спеціалізація практично відсутня, крім релігійної сфери.
Розподілу праці за статевою ознакою у семангів також не існує. Хоча, збиральництвом і землеробством займаються переважно жінки, а мисливством — переважно чоловіки, зазвичай вони діють разом.

## Побут

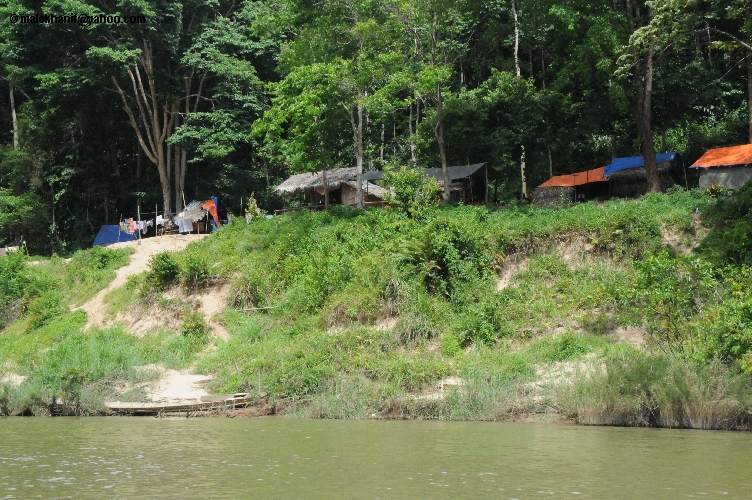
Селище батеків на території національного парку Таман-Негара.

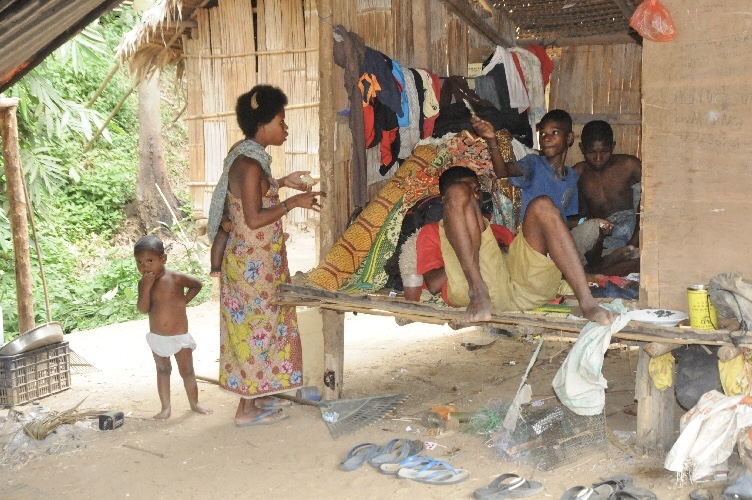
Сім'я батеків відпочиває у себе вдома.

До недавнього часу більшість семангів вела кочовий спосіб життя. Вони жили в тимчасових таборах, що складалися з групи примітивних споруд-притулків. Зазвичай це прості щити з пальмової соломи, які ставлять під нахилом, так, що один край стоїть на землі, а інший спирається на дві-три опорні палиці. Така конструкція є тимчасовим житлом, що надає людям захист від вітру та дощу. В кожному з таких притулків проживало подружжя, вдова або вдівець, або група неодружених юнаків чи дівчат.
Західні групи семангів іноді ставили свої хижі в два ряди фасадом одна до одної. Таким чином утворювалась довга спільна комунальна хата у вигляді тунелю з виходами в кожному з його кінців.
Іноді семанги споруджували конічні курені, могли також використовувати як притулки печери чи скельні виступи.
Осілі семанги живуть в малих бамбукових або солом'яних хатинках на палях. Групи, що проживають у селах, збудованих державою за «схемами перегрупування» (малай. Rancangan Pengumpulan Semula, RPS), мають типові дерев'яні хати малайського типу. RPS-села забезпечені базовою інфраструктурою: дороги, електрика, водопостачання, дитячі й медичні заклади, початкові школи.
Традиційно племена семангів ставлять своє житло дуже близько одне до одного. Негативним пережитком кочового способу життя є те, що вони звично розкидають сміття навколо своїх хатин. Раніше семанги просто лишали свої відходи та йшли далі. Тепер ці два фактори вкупі приводять до того, що люди живуть у постійному контакті з власними відходами, і це завдає шкоди їхньому здоров'ю. До того вони ще й користуються водою із забруднених ними ж водойм.
Традиційно семанги мали мінімум побутових предметів і знарядь праці, адже весь свій скарб потрібно було носити із собою. Їхнє житло, начиння, інструменти виготовлялись переважно для разового використання.
Семанги в Таїланді виготовляють на продаж предмети традиційного побуту, але туристи купують їх лише заради фінансової допомоги негритосам. Їх естетична цінність не відповідає вимогам суспільства і вважається занадто примітивною.
Традиційний одяг семангів складається з пов'язки на стегнах у чоловіків і спідниці з обробленого лубу в жінок. Жінки татуюють й розмальовують обличчя.

## Суспільство
Семанги жили невеликими сімейними групами з 15-50 осіб без суворої племінної організації. Ліс не може прогодувати велику масу людей. У семангів немає об'єднань з фіксованим членством, не існує споріднених груп та ідеології спорідненості. Багато таборів складалися з однієї або декількох розширених сімей, але це були лише тимчасові утворення.
Єдиною сталим об'єднанням у суспільстві семангів є нуклеарна сім'я, що складається з чоловіка, дружини та їхніх дітей. Сім'я зазвичай займає індивідуальне житло, дорослі діти можуть ставити власне житло, розташоване поруч із хатою чи притулком їхніх батьків. Сім'я спільно займається господарством, і паралельно дорослі навчають дітей основним навичкам господарювання та культурним цінностям групи.
Рахунок спорідненості ведеться як за батьківською, так і за материнською лінією. У семангів немає різниці між рідними та двоюрідними братами та сестрами, натомість вони розрізняють їх вікові категорії, поділяючи братів і сестер на старших та молодших.
Молодь зазвичай сама вибирає собі подружжя, батьки мало впливають на ці процеси. Теоретично майбутній чоловік повинен запитати дозволу на шлюб у батьків дівчини, але це не завжди відбувається. Шлюбна церемонія максимально спрощена й обмежується участю лише власне подружньої пари, яка часто влаштовує для себе невеличке свято. У деяких груп заведено, щоб наречений приносив певні подарунки батькам молодої, а наречена передавала предмети ручної роботи батькам нареченого. Шлюб вважається вкладеним, коли молоде подружжя починає жити разом.
Родові групи є екзогамними. У семангів не допускаються шлюби між кровними родичами та свояками (спорідненими через шлюб особами). Ці правила вимагають шукати собі подружжя серед далеких груп, тим самим створюючи широкомасштабну мережу соціальних зв'язків.
Норми уникання фізичних контактів з протилежною статтю, підкріплені відповідними табу, унеможливлюють сексуальні стосунки поза межами сім'ї. Полігінія та поліандрія дозволяються, але трапляються рідко. Натомість розлучення є звичайним явищем у більшості груп семангів, особливо якщо пара не має дітей. Процедура дуже проста, пара просто припиняє жити разом. Іноді на цьому ґрунті виникають гострі конфлікти, але в більшості випадків все проходить мирно, й колишнє подружжя зберігає дружні стосунки, залишається жити в одному таборі. Маленькі діти розлучених пар, як правило, залишаються з матір'ю; діти старшого віку самостійно роблять свій вибір і часто почергово переходять від одного з батьків до іншого. Вітчими та мачухи зазвичай ставляться до дітей від попереднього шлюбу як до своїх.
Нуклеарна сім'я є також основною господарською одиницею суспільства семангів. Особливості господарського комплексу кочових груп обумовлюють низьку народжуваність. Жінка відіграє важливу роль в традиційній економіці, забезпеченні сім'ї їжею, вона витрачає багато часу на збирання лісових плодів і річкової живності. Вагітна жінка або жінка з грудною дитиною не в змозі повноцінно виконувати свою роботу, до того ж вона стає менш мобільною. Крім того, турбота про дітей забирає багато часу та вимагає більше харчів. Діти в суспільстві семангів не мають «економічної цінності». Більшу частину дня вони просто граються, імітуючи діяльність дорослих відповідної статі. Крім простого усвідомлення «економічної цінності» дітей, у суспільстві семангів люди дотримуються певних обмежень і табу на сексуальні контакти.
Характерно, що з переходом на осілий спосіб життя народжуваність серед семангів стрімко зростає. Праця, орієнтована переважно на майбутні часи, потребує більшої кількості робочих рук; жінки більше не стикаються з проблемою носити за собою дітей. Крім того, харчові пайки, які діти отримують у школі й приносять їх додому, стали суттєвим фактором у житті сім'ї й змінили оцінку дітей у суспільстві.
Суспільство семангів є егалітарним. Люди гнучко пов'язані між собою зв'язками спорідненості та дружби. Соціальних класів не існує. Жоден дорослий не має влади над будь-яким іншим дорослим. Не існує й засобів примусу. Індивідуальна автономія дуже поважається. Антисоціальна поведінка знеохочується загальним засудженням вчинку. Люди вірять, що порушення норм буде покаране надприродними силами. Семанги взагалі зневажають насильство. Суперечки вирішуються шляхом публічного обговорення на підставі прийняття консенсусного рішення. Особи, які не ладять між собою, не можуть перебувати в таборі одночасно. У випадку виникнення конфлікту зі сторонніми, семанги, як правило, просто йдуть туди, де їх неможливо знайти.
Окремі харизматичні особистості, чоловіки та жінки, можуть мати деякий вплив на інших, ставати неформальними лідерами в певних ситуаціях, але вони не мають ніякої реальної влади. Такого лідера називають малайським терміном пенгулу (малай. Penghulu). Деяких пенгулу, виключно чоловіків, Департамент з розвитку оранг-аслі призначає старостами, але вони лише виконують роль посередників між групою та сторонніми особами й не мають жодних владних повноважень в межах групи. Пенгулу отримують заробітну плату від департаменту. Формально вони обираються зборами чоловіків групи, спеціально з цією метою організованих владою. Із жінками безпосередні консультації не проводяться, хоча вони висловлюють свою думку з цього приводу. Головною якістю, на яку звертають увагу на виборах, є справедливість претендента. Зазвичай позицію пенгулу успадковує старший син, хоча бувають винятки. Якщо діючий пенгулу не влаштовує JAKOA, департамент тисне на групу з метою його заміни.

## Вірування
За релігією семанги є анімістами. Вони вважають, що не лише люди, а й всякі природні об'єкти мають душі.
Землю семанги уявляють у вигляді диску, який лежить на величезній змії або черепасі, що плаває підземним морем. Земля з'єднана з небозводом одним або кількома кам'яними стовпами. Світ наповнений численними безсмертними надприродними істотами-духами, які живуть на небозводі, у кам'яних стовпах і під землею. Небозвід — це рай, наповнений квітами та плодовими деревами. Надприродні істоти створили дощові ліси для забезпечення потреб людей на землі. Деякі з них у минулому жили на землі як звичайні люди і тепер час від часу повертаються сюди, з'являючись людям у сновидіннях.
Більшість надприродних істот не має імен, вони часто пов'язані з певними природними явищами або об'єктами, наприклад, з вітром або плодовими деревами. Інші ж мають свої імена та індивідуальні ознаки. Найбільше семанги боїться трьох явищ природи: грому, повені та бурі. Головним божеством у них вважається бог грому Карей. Його не люблять і дуже бояться, він уважається жорстоким і злим. Карей, на місцеві переконання, виконує важливу моральну функцію, накладаючи покарання на порушників табу. Він може спричинити смерть, травму або хворобу через удар блискавки або напад диких тварин.
У кожній групі є шаман, що зветься галак. Він виступає посередником між видимим світом людей і невидимим світом духів. Шамани здійснюють ритуали та магічні обряди, практикують магію, передбачають майбутнє, лікують хвороби, визначають безпечне місце для розташування табору. Лікування хвороб здійснюється застосуванням різних трав та магічних заклинань. Семанги вважають, що їхні шамани в стані трансу спілкуються з надприродними істотами, можуть висловити їм подяку, а також дізнатися від них спосіб лікування серйозної хвороби.
Шаманами можуть бути як чоловіки, так і жінки. Є великі й малі галаки. Малі галаки — це звичайні смертні люди, які знають деякі способи лікування. Для лікування хвороб вони використовують певні пісні, масаж, рослинні ліки та заклинання. Іноді під час церемонії зцілення, вони входять у транс. Великі галаки, за поняттями семангів, є людьми з надприродними здібностями. Вони не лише спілкуються з духами через сни або транс, а й самі є надприродними істотами, наприклад, можуть перетворюватись на тигра й відганяти від людей диких тварин. Великі й малі галаки отримують свої знання від духів через сни або від іншого галака. Найкращий спосіб — почекати на могилі померлого шамана, доки той не з'явиться в подобі тигра, а потім обернеться на людину й почне навчати початківця.
Спеціальні обряди супроводжують важливі в житті події, такі як народження, хвороба, смерть, існують також різні ритуали господарського спрямування. При проведенні ритуалів використовують анімістичну символіку.
Уряд Малайзії проводить політику навернення оранг-аслі на іслам. Певна частина семангів тепер вважається мусульманами, на кінець XX ст. картина була такою:
|                             | Кенсиви | Кінтаки | Джегаї | Ланоги | Мендрики | Батеки |
| --------------------------- | ------- | ------- | ------ | ------ | -------- | ------ |
| Негритоси-мусульмани (1997) | 108     | 67      | 292    | 94     | 61       | 710    |
| Загальна чисельність (1996) | 224     | 235     | 1 049  | 359    | 145      | 960    |